# Värmlands Fotbollförbund
Värmlands Fotbollförbund (Värmlands FF), grundat 2 april 1918, är ett av de 24 distriktsförbunden under Svenska Fotbollförbundet. Värmlands FF administrerar de lägre serierna för seniorer och ungdomsserierna i Värmland.

## Serier
Värmlands FF administrerar följande serier:

### Herrar
Division 4 - en serie

Division 5 - två serier

Division 6 - fyra serier

Division 7 - sex serier

### Damer
Division 3 - en serie

Division 4 - en serie

Division 5 - fyra serier

### Övriga serier
- Barnfotboll
- Ungdomsserier
- Motionsfotboll